# Alicia Silverstone
Alicia Silverstone (San Francisco, 4 ottobre 1976) è un'attrice statunitense.
Ottenne notorietà nel 1995 grazie al ruolo della protagonista in Ragazze a Beverly Hills. In seguito recitò come Batgirl in Batman & Robin.

## Biografia
Nasce a San Francisco, in California, figlia di Monty Silverstone, un agente immobiliare inglese di origine ebraica, e di Deirdre Radford, un'assistente di volo scozzese della Pan American World Airways convertitasi all'ebraismo in occasione delle nozze.

### Carriera
A soli 6 anni inizia la carriera di modella e partecipa ad alcuni spot televisivi.
Nel 1993 ottiene una parte nel film La ragazza della porta accanto, grazie alla quale vince due MTV Movie Awards 1994. In seguito è protagonista di alcuni videoclip degli Aerosmith: Cryin', Crazy e Amazing. Nel 1995 recita la parte di Cher nel film Ragazze a Beverly Hills, una rilettura in chiave moderna del romanzo di Jane Austen Emma, e interpreta successivamente la supereroina Batgirl in Batman & Robin del 1997. Partecipa anche al film Pene d'amor perdute di Kenneth Branagh.
Nonostante al tempo fosse considerata una delle attrici più promettenti di Hollywood, verso la fine degli anni 1990 la sua carriera subisce una brusca frenata dovuta al suo sparire dalle scene. Torna nel 2003 come protagonista della serie televisiva Miss Match al fianco di Ryan O'Neal, tuttavia sospesa dopo tredici episodi per lo scarso successo. Nel 2004 recita in Scooby-Doo 2 - Mostri scatenati e l'anno seguente in Beauty Shop con Queen Latifah.
Nella classifica stilata nel 2009 delle 50 persone più sexy degli anni 1990, si è posizionata al quinto posto.

### Vita privata

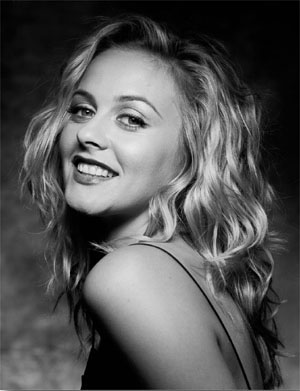
Alicia Silverstone in un ritratto del 2005 di Jerry Avenaim

Alicia Silverstone è conosciuta anche per le sue idee nei confronti dei diritti degli animali e per essere vegana, tanto che nel 2004 è stata votata dalla PETA come la vegetariana più sexy.
Dopo 8 anni di frequentazione, si è sposata con Christopher Jarecki l'11 giugno 2005; i due hanno divorziato nel novembre 2018. Nel maggio 2011 l'attrice ha dato alla luce suo figlio.

## Filmografia

### Cinema
- La ragazza della porta accanto (The Crush), regia di Alan Shapiro (1993)
- Ragazze a Beverly Hills (Clueless), regia di Amy Heckerling (1995)
- Le nouveau monde - Il nuovo mondo (Le nouveau monde), regia di Alain Corneau (1995)
- Premonizioni (Hideaway), regia di Brett Leonard (1995)
- Babysitter... un thriller (The Babysitter), regia di Guy Ferland (1995)
- Mente criminale (True Crime), regia di Pat Verducci (1995)
- Una ragazza sfrenata (Excess Baggage), regia di Marco Brambilla (1997)
- Batman & Robin, regia di Joel Schumacher (1997)
- Sbucato dal passato (Blast from the Past), regia di Hugh Wilson (1999)
- Pene d'amor perdute (Love's Labour's Lost), regia di Kenneth Branagh (1999)
- Global Heresy, regia di Sidney J. Furie (2002)
- BancoPaz (Scorched), regia di Gavin Grazer (2003)
- Scooby-Doo 2 - Mostri scatenati (Scooby-Doo 2: Monsters Unleashed), regia di Raja Gosnell (2004)
- Silence Becomes You, regia di Stephanie Sinclaire (2005)
- Beauty Shop, regia di Bille Woodruff (2005)
- Alex Rider: Stormbreaker (Stormbreaker), regia di Geoffrey Sax (2006)
- Tropic Thunder, regia di Ben Stiller (2008)
- L'arte di cavarsela (The Art of Getting By), regia di Gavin Wiesen (2011)
- Butter, regia di Jim Field Smith (2011)
- Vamps, regia di Amy Heckerling (2012)
- Gods Behaving Badly di Mark Turtletaub (2013)
- King Cobra, regia di Justin Kelly (2016)
- Catfight - Botte da amiche (Catfight), regia di Onur Tukel (2016)
- Mozart, un cane per due (Who Gets the Dog?), regia di Huck Botko (2016)
- Diario di una schiappa - Portatemi a casa! (Diary of a Wimpy Kid: The Long Haul), regia di David Bowers (2016)
- Il sacrificio del cervo sacro (The Killing of a Sacred Deer), regia di Yorgos Lanthimos (2017)
- The Tribes of Palos Verdes, regia di Emmett Malloy e Brendan Malloy (2017)
- Book Club - Tutto può succedere (Book Club), regia di Bill Holderman (2018)
- The Lodge, regia di Veronika Franz e Severin Fiala (2019)
- Last Survivors, regia di Drew Mylrea (2021)
- Sharks - Incubo dagli abissi (The Requin), regia di Le-Van Kiet (2022)
- Cheerleader per sempre (Senior Year), regia di Alex Hardcastle (2022)
- Reptile, regia di Grant Singer (2023)
- Y2K, regia di Kyle Mooney (2024)
- Bugonia, regia di Yorgos Lanthimos (2025)

### Televisione
- Cool and the Crazy, regia di Ralph Bakshi – film TV (1994)
- Sorriso d'argento (Braceface) – serie TV, 54 episodi (2001-2003)
- Miss Match – serie TV, 18 episodi (2003)
- Le candele brillavano a Bay Street (Candles on Bay Street), regia di John Erman – film TV (2006)
- The Singles Table – serie TV, 2 episodi (2007)
- Bad Mother's Handbook, regia di Robin Sheppard – film TV (2008)
- Children's Hospital – serie TV, 1 episodio (2011)
- Suburgatory – serie TV, 4 episodi (2012)
- American Woman – serie TV, 11 episodi (2018)
- Il club delle babysitter (The Baby-Sitters Club) – serie TV, 11 episodi (2020-2021)
- American Horror Stories – serie TV, episodio 2x08 (2022)

## Doppiatrici italiane
Nelle versioni in italiano dei suoi film Alicia Silverstone è doppiata da:
- Barbara De Bortoli in Una ragazza sfrenata, Scooby-Doo 2 - Mostri scatenati, Beauty Shop, Le candele brillavano a Bay Street, The Lodge, Reptile
- Stella Musy in Batman & Robin, BancoPaz, Miss Match, Alex Rider: Stormbreaker, American Woman
- Claudia Catani in La ragazza della porta accanto, Il sacrificio del cervo sacro, Cheerleader per sempre
- Rossella Acerbo in Premonizioni, Diario di una schiappa - Portatemi a casa!
- Lorena Bertini in Ragazze a Beverly Hills
- Valentina Mari in Babysitter... un thriller
- Francesca Guadagno in Mente criminale
- Giuppy Izzo in Sbucato dal passato
- Ilaria Stagni in Pene d'amor perdute
- Alessandra Korompay in L'arte di cavarsela
- Gaia Bolognesi in Book Club - Tutto può succedere
- Chiara Colizzi in Il club delle babysitter
- Roberta Pellini American Horror Stories
- Miriam Spera in Catfight - Botte da amiche

Da doppiatrice è sostituita da:
- Anna Lana in Sorriso d'argento